# Michail Iwanowitsch Sawin
Michail Iwanowitsch Sawin (russisch Михаил Иванович Савин; geb. 1915 in Sassowo; gest. am 18. Januar 2006 in Moskau) war ein sowjetischer Kriegsfotograf.

## Lebensweg
Michail Sawin hatte vier Schwestern und zwei Brüder; er war das jüngste der sieben Kinder. Sein Vater, ein Eisenbahner, starb 1918, als Michail Sawin noch keine vier Jahre alt war. Seine Mutter arbeitete in einer Seilerei, der einzigen Fabrik im Städtchen Sassowo bei Rjasan. 1931, im Alter von 16 Jahren, beendete Michail die Schule, in der er sich besonders für den Malunterricht interessiert hatte. Er arbeitete zunächst als Zeichner, ging dann jedoch nach Moskau, um sich dort Arbeit zu suchen. In der „Kaganowitsch“-Waggonfabrik in Sokolniki, einem östlichen Stadtteil Moskaus, begann er eine Lehre als Dreher; das Werk produzierte Straßenbahnen für die sowjetische Hauptstadt. Gemeinsam mit einem seiner Brüder bewohnte Michail ein Zimmer im Umland. Im Sommer 1935 fuhr Michail für ein paar Monate zu einer seiner Schwestern nach Irkutsk. Das Geld für die Rückfahrkarte verdiente er sich als Arbeiter in einer Rüstungsfabrik. Dort wurde er Stachanow-Aktivist. Seine Produktivitätssteigerung brachte ihm einen höheren Lohn ein. Sawin kaufte sich zunächst eine Planfilmkamera, die „Fotokor-1“ von GOMZ (Gossudarstwenny Optiko-Mechanitscheski Sawod), und später eine „FED“, einen russischen Leica-Nachbau.
Lange vor Beginn des deutsch-sowjetischen Krieges am 22. Juni 1941 wurde Sawin zur Roten Armee eingezogen. Während seines Militärdienstes absolvierte er eine zweijährige Fernausbildung zum Fotokorrespondenten der sowjetischen Nachrichtenagentur TASS. Nach seiner Entlassung aus der Armee bewarb sich Sawin bei der Fotoabteilung der TASS in Moskau. Dort riet man ihm, es zunächst bei einer Betriebszeitung zu versuchen, aber Sawin fand keine Anstellung. Ab dem Sommer 1939 fand in Moskau die Allunions-Landwirtschaftsausstellung statt, die Sawin einen Monat lang fast täglich besuchte, um dort im eigenen Auftrag zu fotografieren. Die Filme entwickelte er im Keller seines Hauses; Abzüge konnte er nicht anfertigen. Mit seinen Aufnahmen ging er erneut zur TASS, wo er zur Probe als Praktikant eingestellt wurde. Nach einem Monat Probezeit wurde er als fester Mitarbeiter übernommen und erhielt den Korrespondentenausweis der TASS. Doch es gab in der Redaktion nur wenige interessante Aufgaben für Sawin, und er hatte Mühe, sich gegen die alten Hasen durchzusetzen; deshalb bat er um seine Versetzung. 1940 wurde er TASS-Korrespondent in der weißrussischen Hauptstadt Minsk.
Bei Ausbruch des deutsch-sowjetischen Kriegs am 22. Juni 1941 war Sawin Fotokorrespondent der Zeitung des weißrussischen Wehrbezirks, „Krasnoarmeskaja Prawda“. Sawin fotografierte während der gesamten vier Jahre des deutsch-sowjetischen Krieges (1941–1945). Seine ersten Kriegsfotos waren durchaus konventionell. Sie zeigten zum Beispiel Soldaten im Schnee in Tarnanzügen beim Essen, volleyballspielende Luftwaffen-Soldaten, Soldaten beim Sortieren der Feldpost, den Feldkoch bei der Zubereitung einer Mahlzeit in der Feldküche, einen sowjetischen Offizier, der deutschen Kriegsgefangenen Papirossy gibt, einen Soldaten mit ordensgeschmückter Brust beim Rasieren. Bilder von Evakuierungen, Rückzug, Flucht von sowjetischen Soldaten und Zivilisten sowie von sowjetischer Seite verlorenen Kämpfen waren unerwünscht. Sawins technische Möglichkeiten waren begrenzt, er besaß nur eine FED mit einem 50 mm-Objektiv. Erst ab 1944 konnte er mit einer erbeuteten Leica fotografieren. Von Wechselobjektiven konnte er nur träumen.
Sawin fotografierte das Kavalleriekorps des Generalmajors Lew Michailowitsch Dowator während seiner Streifzüge hinter den deutschen Linien, die Kavallerie des Generals Pawel Alexejewitsch Below bei der Verteidigung Moskaus und beim Angriff in den Karpaten. Sawin fotografierte auch in der Doppelschlacht bei Wjasma und Brjansk. Dabei bestand die Gefahr, dass die sowjetischen Truppen von der deutschen Wehrmacht eingekesselt werden. Sawin und ein Journalistenkollege versuchten, der Umschließung zu entkommen. Drei Wochen lang schlugen sie sich fast ohne Nahrungsmittel durch Wälder und Sümpfe durch, bevor sie sowjetische Truppen bei Wolokolamsk erreichten. Nur in diesen drei Kriegswochen hat Sawin nicht fotografiert. Eines seiner berühmtesten Fotos nahm Sawin während der Schlacht am Kursker Bogen vom 5. bis zum 16. Juli 1943 durch den Sehschlitz eines Panzers auf. 1943 kam Sawin mit den vorrückenden sowjetischen Truppen in das befreite Smolensk. Dort nahm er eine Fotoserie auf, für die er mit der Tapferkeitsmedaille ausgezeichnet wurde. Sawin war in Weißrussland, Litauen und Ostpreußen eingesetzt und nahm an der Eroberung der Stadt Königsberg teil. Er wurde für den Orden des Roten Sterns vorgeschlagen.
Der Schriftsteller Wiktor Borissowitsch Schklowski illustrierte einen Artikel mit dem Titel „Auch die Front ist eine Landschaft“, der während des Krieges in der Zeitschrift „Smena“ erschien, mit Fotos von Michail Sawin.
In seinen freien Minuten während des Krieges schrieb und vertonte Sawin Gedichte, die er zur Gitarre sang, die er immer mit sich führte. „Sawin verfügte zweifellos auch über eine literarische Begabung…“
Sawin begann den Krieg im Rang eines Leutnants und beendete ihn mit dem nächsthöheren Rang eines Oberleutnants.
Nach dem Krieg wurde Sawin noch längere Zeit nicht demobilisiert, er arbeitete weiter für die „Krasnoarmeskaja Prawda“. Noch zu Kriegszeiten hatte er Fotos an die „Iswestija“ und an die „Komsomolskaja Prawda“ geschickt, nun zählte er zu deren freien Korrespondenten. Später wurde er Zivilist und ging zur Zeitschrift „Ogonjok“, für die er 45 Jahre lang tätig war.
Sawin gehört zu den wenigen Kriegsfotografen, denen es gelungen ist, ihr Archiv für die Nachwelt zu erhalten.
Nach dem Krieg bereiste Sawin die ganze Sowjetunion: von der Insel Sachalin im Osten bis nach Kaliningrad im Westen, von einer im arktischen Eis driftenden Forschungsstation bis zu den Wüsten Mittelasiens. Auf Dienstreisen konnte er auch im Ausland fotografieren.
1948 fand im Zentralhaus der Kunstschaffenden in Moskau die erste Nachkriegsausstellung unter dem Titel „Der Große Vaterländische Krieg in der künstlerischen Fotografie“ statt, auf der auch vier Arbeiten Michail Sawins gezeigt wurden.
Die nächste Ausstellung von Kriegsfotografien fand erst 20 Jahre später statt. Bei dieser Ausstellung wurden fünf Fotos Sawins gezeigt.
In einem Buch über sowjetische Kriegsreportage mit dem Titel „Sie fotografierten den Krieg“, welches 1975 in Prag erschien, war auch ein Foto von Sawin abgedruckt.
Sawin starb im Alter von 91 Jahren am 18. Januar 2006 in Moskau.

## Ausstellungen
- 1948: „Der Große Vaterländische Krieg in der künstlerischen Fotografie“, Zentralhaus der Kunstarbeiter, Moskau
- 1960: „Der Siebenjahresplan in Aktion“, Moskau
- 1963: „Der Siebenjahresplan in Aktion“, Moskau
- 1965: Ausstellung anlässlich des 20. Jahres des Sieges über das faschistische Deutschland, Moskau
- 1966: Interpressfoto, Manege, Moskau
- 1967: Fotoausstellung anlässlich des 50. Jahrestages des „Großen Oktober“, Manege, Moskau
- 1970: Internationale Fotoausstellung anlässlich des 100. Geburtstags W. I. Lenins, Moskau
- 1973: Fotoausstellung „Mein Land“, Manege, Moskau
- 1975: Fotoausstellung anlässlich des 30. Jahrestages des großen Sieges, Moskau
- 1985: Fotoausstellung anlässlich des 40. Jahrestages des großen Sieges, Moskau
- 1990: Ausstellung anlässlich des 50. Jahrestages des Beginns des Vaterländischen Krieges, Berlin (West)
- 1995: Ausstellung anlässlich des 50. Jahrestages der Zerschlagung des faschistischen Deutschland, Museum Berlin-Karlshorst
- 1995: Ausstellung anlässlich des 50. Jahrestages des großen Sieges, Fotozentrum, Moskau